# Lycodes teraoi
Lycodes teraoi es una especie de pez de la familia de los Zoarcidae en el orden de los perciformes.

## Hábitat
Es un pez de mar y de Clima templado y demersal.

## Distribución geográfica
Se encuentra en el Mar del Japón.

## Observaciones
Es inofensivo para los humanos. 